# Never Surrender
Never Surrender è il sesto album del gruppo musicale Triumph, pubblicato nel 1983.

## Tracce
1. Too Much Thinking – 5:39
2. A World of Fantasy – 5:03
3. A Minor Prelude – 0:44
4. All the Way – 3:45
5. Battle Cry – 5:00
6. Overture (Procession) – 1:52
7. Never Surrender – 6:41
8. When the Lights Go Down – 5:08
9. Writing on the Wall – 3:39
10. Epilogue (Resolution) – 2:42

## Formazione
- Gil Moore - batteria, voce
- Mike Levine - basso, tastiera, cori
- Rik Emmett - chitarra, voce